# 런던 비즈니스 스쿨
런던 비즈니스 스쿨(London Business School, LBS)은 런던 대학교의 경영대학원이다. 1964년 설립되었으며 석사, 박사 학위를 수여한다. 런던 비즈니스 스쿨은 세계 최고의 경영대학원 가운데 하나로 간주되며 모토는 "세상이 사업을 하는 방식에 심오한 영향을 주는 것"이다.
런던 비즈니스 스쿨은 파이낸셜 타임즈에 의해 유럽에서 1위(2014, 2015, 2016, 2017, 2018)를 했으며 QS 랭킹에서 세계 2위에 등재되었다.(2017년 Business and Management Studies 부문)

## 저명한 인물
- 찰스 핸디 – 전 교수